# José Manuel Lara Hernández

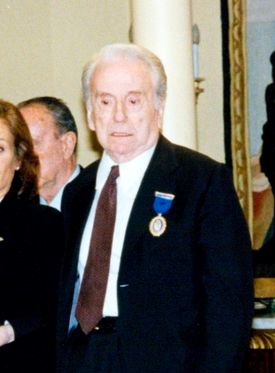
José Manuel Lara Hernández in 1996

José Manuel Lara Hernández (El Pedroso, Sevilla, 31 december 1914 - Barcelona, 11 mei 2003) was een Spaanse uitgever en ondernemer. Hij was de oprichter van de Grupo Planeta, het grootste uitgeversconcern van Spanje, Portugal en Latijns-Amerika, met fondsen als Seix Barral, Espasa Calpe en Destino. Lara stelde tevens enkele literaire prijzen in, waarvan de Premio Planeta de bekendste is.

## Leven en werk

#### Achtergrond
Lara, zoon van de dorparts van El Pedroso, Fernando Lara, verliet de middelbare school voortijdig en trachtte daarna zonder veel succes aan de kost te komen als onder meer timmerman, schilder en danser. Tijdens de Spaanse Burgeroorlog vocht hij mee in het nationalistische leger van Franco, waarbij hij het tot de rang van kapitein bracht. Na zijn demobilisatie vestigde hij zich in Barcelona, waar hij zijn vrouw María Teresa Bosch leerde kennen, met wie hij twee zoons en twee dochters zou krijgen. Lara begon er een opleidingsschool voor aspirant-ambtenaren. In 1944 kocht en verkocht hij een kleine uitgeverij, wat hem de vertaalrechten voor het werk van de Engelse schrijvers Somerset Maugham en G. K. Chesterton opleverde. Het uitgeven van hun boeken leverde hem het geld op waarmee hij in 1949 Editorial Planeta kon beginnen.

#### Planeta
Editorial Planeta specialiseerde zich in fictie en gaf werk uit van schrijvers als Frank Yerby en Pearl S. Buck. Tot de noviteiten die Lara in de Spaanse uitgeverswereld introduceerde behoorden postorderbestellingen, het aanbieden van encyclopedieën op krediet, boekenclubs en samenwerking met buitenlandse uitgeverijen. Lara, die bij gelegenheid toegaf geen groot lezer te zijn, vertrouwde het beoordelen van manuscripten toe aan zijn vrouw. Zij overtuigde hem in 1953 van de wenselijkheid om Los cipreses creen en Dios ("De cipressen geloven in God") van José María Gironella uit te geven. Dit 800 pagina's tellende eerste deel van een familietrilogie, dat was geweigerd door andere uitgeverijen, bleek een bestseller: alleen al in Spanje werden er zes miljoen exemplaren van verkocht. Het boek stond daarmee aan de basis van Lara's vermogen.
In het veranderende Spanje van de jaren zeventig van de twintigste eeuw groeide Editorial Planeta snel, niet alleen dankzij de populariteit van zijn - vaak goed getimede - fictie-uitgaven, maar ook door succesvolle samenwerkingsprojecten met andere bedrijven. Ten tijde van Lara's dood in 2003 bestond het concern, inmiddels Grupo Planeta genaamd, uit meer dan 50 bedrijven, die zich toelegden op het uitgeven van boeken en tijdschriften, de krant La Razón, televisie (waaronder Antena 3), radio, internetdesign, kredietmanagement en afstandonderwijs. In dat jaar had de multinational wereldwijd ongeveer 4000 medewerkers in dienst.

#### Latere leven
Lara bleef zijn hele leven een rechts ingestelde man, al had hij later geen problemen met het uitgeven van commercieel interessante boeken als de memoires van de Spaanse communistenleider Santiago Carrillo. In 1994 werd hij in de adelstand verheven, waarna hij zich Marqués del Pedroso de Lara ("Markies van Pedroso") mocht noemen. Lara overleed op 11 mei 2003 op 88-jarige leeftijd in Barcelona. Hij werd opgevolgd door zijn oudste zoon, José Manuel Lara Bosch (1946).

## Literaire prijzen
Lara, die een goed gevoel voor publiciteit had, stelde in 1952 de Premio Planeta in, een literaire prijs waaraan het toentertijd hoge geldbedrag van 40.000 peseta's was verbonden. De Premio Planeta wordt na de Cervantesprijs nog altijd beschouwd als de meest prestigieuze literaire onderscheiding in de Spaanstalige wereld. De winnaar ervan ontvangt anno 2008 niet alleen 600.000 euro, maar wordt ook opgenomen in het gezelschap van beroemde eerdere prijswinnaars als Camilo José Cela, Jorge Semprún, Mário Vargas Llosa en Manuel Vásquez Montalbán. In 1996 stelde Lara de Premio Fernando Lara in, ter herinnering aan zijn overleden jongste zoon. Zes jaar later riep de door Lara zelf opgerichte Fundación José Manuel Lara de Premio Fundación José Manuel Lara in het leven.